# Список персонажей фильма «Трансформеры»
Список персонажей фильма «Трансформеры» — сводка информации об основных персонажах фантастической киноэпопеи режиссёра Майкла Бэя «Трансформеры» (2007). Персонажи-трансформеры разделены на группы в зависимости от принадлежности к фракциям.

## Люди

Сэм Уитвики

### Семейство Уитвики
- Шайа ЛаБаф (в русском дубляже — Илья Хвостиков) — Сэм Уитвики: самый обыкновенный старшеклассник, семнадцати лет от роду, который случайно оказывается в центре войны между автоботами и десептиконами.
- Кевин Данн (в русском дубляже — Александр Новиков) — Рональд Уитвики: отец Сэма, суетливый, но добродушный.
- Джули Уайт — Джуди Уитвики: мать Сэма, вполне под стать своему супругу[1].
- Морган Шеппард — капитан Арчибальд Уитвики: прапрапрадед Сэма. Участвуя в экспедиции к Северному полюсу в 1897 году, нечаянно провалился в ледяную пещеру, где уже многие века находился замороженный Мегатрон; при этом навигационная система Мегатрона случайно активировалась, и координаты Оллспарка запечатлелись на очках Арчибальда. Когда товарищи вытащили капитана Уитвики из пещеры, оказалось, что он ослеп; кроме того, он всё время говорил об огромном «железном дьяволе», вмёрзшем в лёд. В итоге всю оставшуюся жизнь Арчибальд Уитвики провёл и умер в сумасшедшем доме. Его очки после его смерти хранились в семье как реликвия и передавались по наследству, пока не достались Сэму. Тот, чтобы собрать денег на автомобиль, выставил очки на продажу на интернет-аукционе, в результате чего десептиконы узнали о местонахождении Мегатрона и Искры.

### Прочие
- Меган Фокс — Микаэла Бейнс: одноклассница Сэма, в которую он тайно влюблен. Хорошо разбирается в автомобилях; именно после её ироничного замечания относительно внешнего вида Бамблби тот из неказистой «тачки» превращается в элегантную модель «Chevrolet Camaro» нового поколения. Во втором фильме думала уходить от главного героя, сочтя его слишком «скучным», но решила немного продлить отношения. В третьем фильме окончательно разрывает с ним отношения. Один из роботов, комментируя бывшие отношения между Сэмом и Микаэлой отметил: «та ещё фифа была».
- Джош Дюамель — капитан Уильям Леннокс: командир отряда спецназовцев в Катаре; один из немногих, кто смог избежать гибели во время атаки десептикона Блэкаута на военную базу. Имеет жену и новорожденную дочь в Америке.
- Тайриз Гибсон — сержант Эппс: сержант ВВС, вместе с Ленноксом оставшийся в живых после атаки десептиконов.
- Гленн Моршауэр — полковник Шарп, командующий военной базой США в Катаре.
- Джон Туртурро — агент Сеймур Симмонс: глава «Сектора 7», тайной правительственной структуры, хранящей и исследующей Искру и Мегатрона.
- Джон Войт (в русском дубляже — Виктор Петров) — Джон Келлер: министр обороны США.
- Рэйчел Тейлор (в русском дубляже — Лариса Некипелова) — Мэгги Мэдсен: несмотря на молодость, является экспертом в области распознавания и декодирования сигналов; входит в группу специалистов, приглашённых Департаментом Обороны США для расшифровки сигналов, с помощью которых был взломан секретный код доступа к базе данных Пентагона. Она — первая, кто догадывается, что эти сигналы имеют внеземное происхождение.
- Энтони Андерсон (в русском дубляже — Дмитрий Филимонов) — Глен Уитманн: хакер, друг Мэгги, помогающий декодировать язык кибертронцев.
- Майкл О’Нил — Том Баначек: представитель президента при «Секторе 7».
- Берни Мак — Бобби Боливиа: продавец подержанных автомобилей, ненароком продавший Сэму Бамблби.
- Питер Джекобсон — мистер Хосни: учитель школы, в которой учились Сэм и Микаэла.

## Автоботы
- О́птимус Пра́йм (голос — Питер Каллен, русский голос — Андрей Ярославцев)

Великодушный и мужественный лидер автоботов, глубоко и искренне убеждённый, что каждое разумное существо имеет право на свободу. Руководствуясь этим убеждением, он выступает на защиту человечества от десептиконов. По этой же причине Прайм никогда и ни за что не поднимет оружия на людей — даже ради спасения своего товарища. 
 Трансформируется в мощный шестиколёсный тягач «Peterbilt» 379 красно-синего цвета. В режиме робота вооружен двумя пушками, которые выстреливают плутониевыми боеголовками, и двумя клинками из энергона, которые способны резать тела трансформеров, как масло и ещё двумя крюками (2-я часть), топором (3-я часть) . От врагов защищается щитом. Позднее у Прайма появилась мощная пушка. Эта пушка может стрелять автоматически. Также Оптимус вооружён двумя многоствольными пулемётами, которые используются также как ракетные ружья. В режиме автомобиля вооружён пусковой установкой ракет «земля-воздух». 
- Ба́мблби (голос — Марк Райан), русский голос — Антон Морозов

Самый надёжный соратник Оптимуса Прайма с незапамятных времён, никогда не расстаётся с ним и пользуется его полным доверием. Именно поэтому Прайм поручает ему оберегать Сэма Уитвики. Прикомандированный к Сэму в качестве персонального телохранителя, Бамблби быстро становится его лучшим другом и помощником во всех делах (в том числе и в сердечных). После тяжкого повреждения, полученного в одном из боёв с десептиконами, он потерял способность говорить, поэтому для выражения своих чувств использует музыкальные треки с радиостанций и фразы из различных фильмов кинокомпании «Paramount». Трансформируется в легковой автомобиль «Chevrolet Camaro». Вооружен пушкой, в которую он может превращать свою правую руку, и пулемёт на правой руке, ракетницы на плечах. Скорострельность: пушка — 30 выстрелов в минуту, ракетницы — 2 выстрела в минуту. Дальность поражения: пушка — 550 метров, ракетницы — 1500 метров. Защитное приспособление: маска, прикрывающая оптические сенсоры. Дополнительное вооружение: титановый меч, выдвигающийся из левой руки[23].
- Джаз (голос — Дариус МакКрэйри), русский голос — Алексей Мясников

Лейтенант Оптимуса, небольшой по размерам, но энергичный и ловкий робот. Быстрее всех осваивается на Земле и охотно использует в своём лексиконе разные жаргонные словечки. Отчаянно храбрый и склонный к авантюрам, он готов бросить вызов любому противнику, и это в конечном итоге приводит к трагической развязке — он погибает во время битвы в Мишн Сити (англ. Mission City), когда Мегатрон разрывает его пополам. Альт-форма Джаза — роскошный серебристый родстер « Pontiac Solstice». Оружие — обоюдоострый меч и полумесяц-щит со встроенным криоизлучателем, который стреляет струями жидкого азота, замораживающими врага.
- А́йронхайд (голос — Джесс Харнелл, русский голос — Андрей Чубченко)

Жёсткий и воинственный специалист по оружию. Как и Бамблби, он — давний друг Оптимуса, но, в отличие от них обоих, не симпатизирует людям, считая их «примитивной расой», а собак вообще терпеть не может. На Земле принимает форму пикапа марки «GMC Topkick» C4500. Вооружен двумя пушками — ракетной и плазменной, которые расположены на его правой и левой руке соответственно.
- Рэ́тчет (голос — Роберт Фоксворт, русский голос — Александр Клюквин)

Серьёзный и рассудительный медик и учёный. Трансформируется в спасательный внедорожник «Hummer H2». Его оружие — скорострельный бластер и циркулярная пила; в случае необходимости он может использовать её как сюрикэн и ещё в режиме робота оснащён сварочными инструментами и лазерным сканером, с помощью которого может определять степень и характер повреждений, полученных автоботами на поле боя. 

## Десептиконы
- Мегатро́н (голос — Хьюго Уивинг, русский голос — Владимир Зайцев)

Могущественный и жестокий предводитель десептиконов, который желает заполучить «Оллспарк» ради установления своей власти над миром. В прежние времена был лучшим другом Оптимуса Прайма, но затем стал его злейшим врагом. Приблизительно десять тысяч лет назад он совершил аварийную посадку в Арктике, где оказался похоронен под толщей льда. После того, как прапрадедушка Сэма нашёл Мегатрона, его поместили в хранилище «Сектора 7» для исследований. Освободившись из плена, он убивает смелого Джаза, преследует Сэма с Искрой, затем вступает в смертельный бой с Праймом, но в конце фильма сам погибает, когда Сэм использует энергию «Оллспарка». Его останки сбрасывают на дно океанской впадины. 

Способен трансформироваться в летательный аппарат — футуристический звездолёт; на протяжении фильма, однако, постоянно оставался в форме робота. Вооружён кистенём и электромагнитной пушкой с ракетами В режиме истребителя он вооружен: плазменными двигателями, броневым покрытием, рассеивающими лазерными залпами, и грозное оружие — две пушки в носовой части и излучатели молний на крыльях. Помимо всего прочего, в режиме звездолёта Мегатрон оснащён специальными устройствами, генерирующими особое искажающее поле, которое делает его невидимым.
- Старскри́м (голос — Чарли Адлер, русский голос — Пётр Тобилевич)

«Правая рука» Мегатрона, второй по силе среди десептиконов; заискивает перед лидером, но втайне ненавидит его, желая возглавить ряды десептиконов. В конце фильма улетает с Земли на Кибертрон. Альт-форма Старскрима — сверхзвуковой истребитель «F-22 Raptor». Вооружён ракетной установкой, пулеметом стреляющим ртутными пулями, лезвиями на правой руке и две циркулярные пилы. У него есть два ранца, с помощью которых он может летать, находясь в режиме робота. В режиме самолёта вооружён пулемётом и ракетами.
- Баррикейд (голос — Джесс Харнелл), русский голос — Максим Пинскер

Самый первый десептикон, с которым встречается Сэм. Выглядит как полицейский автомобиль «Ford Mustang»; в кабине, как и у Блэкаута, помещается голограмма водителя. Перевозит на себе Френзи. 

После драки с Бамблби на автостоянке Баррикэйда видели живым, когда он направлялся вместе с другими десептиконами в Мишн Сити. Однако по дороге он куда-то исчез и в сражении в Мишн Сити не участвовал. Вооружён шипастыми булавами на руках. Позднее у Баррикейда появляется пистолет.
- Блэка́ут

Первый из десептиконов, появляющихся в фильме. Ещё на Кибертроне прославился как мастер сеять панику и вносить хаос в ряды противника; так же действует и на Земле. Атакует американскую военную базу в Катаре и пытается скачать секретные файлы Пентагона относительно местопребывания «Оллспарка» и Мегатрона. В ходе завязавшейся схватки истребил почти весь американский отряд, но и сам получил повреждения и был вынужден отступить. Впоследствии его уничтожил капитан Леннокс в Мишн Сити. 

В земных условиях принимает альт-форму вертолёта «MH-53»; для усиления иллюзии внутри кабины проецируется голографическое изображение пилота. В форме робота использует лопасти пропеллера как оружие, превращая их в роторный бластер, который эффективен как в ближнем, так и в дальнем бою. Может также выстреливать электромагнитный импульс (соответствующее устройство размещено в его грудной полости). В левую руку вмонтирована плазменная пушка. На руках и на плече закреплены три пулемета, стреляющие ртутными капсулами и 9-миллиметровыми пулями. Переносит на себе Скорпонока.
- Фре́нзи (голос — Рено Уилсон)

Самый крошечный из десептиконов, из-за чего вынужден использовать других десептиконов в качестве «транспортного средства». Несмотря на то, что его главная задача — шпионить за людьми и взламывать их электронные системы, он — свирепый боец; правда, в рукопашный бой он рискует вступить только с Сэмом, а во всех остальных случаях предпочитает издали обстреливать противников сюрикэнами. Френзи обожает самого себя, наслаждаясь каждым своим действием. Ближе к концу фильма погибает от собственного сюрикэна, который, пролетев по дуге, вернулся обратно и снёс ему голову.

Превращается в магнитофон, затем — в мобильный телефон.
- Бо́ункрашер (голос — Джимми Вуд)

Нападает на Оптимуса Прайма по дороге в Мишн Сити и погибает от его меча. Трансформируется в бронетранспортёр «Buffalo H». Вооружён клешнями, двумя пулемётами на руках и двумя ракетными установками за спиной.
- Броул

Входит в группу десептиконов, прибывших на Землю после получения сообщения о том, что Мегатрон найден; ведёт бой с автоботами в Мишн Сити, где во время битвы с Джазом лишается левой руки. Спецназу и автоботам лишь с трудом удаётся повредить его, применив кумулятивные снаряды, но даже после этого он продолжал принимать участие в сражении, пока Бамблби не прикончил его. 
Трансформируется в модифицированный танк «M1 Abrams». В режиме робота оружие Броула — две ракетные установки на плечах; кроме того, он также вооружён скорострельной лазерной пушкой, которая смонтирована на правой руке. На левой руке имеет два лезвия и пулемёт.
- Скорпонок

Механический скорпион; по приказу Блэкаута преследует спецназовцев, уцелевших во время его нападения на базу в Катаре. Скорпонок (в отличие от одноимённого «мультяшного» персонажа) — не полноценный трансформер, а всего лишь боевая машина, однако он очень опасен, так как обладает подвижным хвостом, способным разделяться на несколько очень острых лезвий, а также вооружён плазменными пушками и пулемётами, встроенными в его клешни; кроме того, он может без труда перемещаться под землёй на любое расстояние. Когда вызванная Ленноксом авиация сбрасывает бомбы на Скорпонока, тот теряет часть хвоста. Тем не менее, ему удаётся сбежать. Предполагается, что его альтернативным режимом является турбина "General Electric T64".

## Прочие
| Название робота | Альтернативная форма   | Роль в фильме | Примечания                             |
| --------------- | ---------------------- | --- | -------------------------------------- |
| Nokia-бот       | Nokia N93i             | Был создан Сеймуром Симмонсом, дабы продемонстрировать могущество Оллспарка                                        | Имеет миниган и РПГ в своём вооружении |
| Руль-бот        | Руль Cadillac Escalade | Ожил во время битвы в Мишн-Сити. Напал на своего водителя, вероятно, убив его в салоне машины                      | Напоминает лицехвата из фильма "Чужой" |
| XBOX 360-бот    | XBOX 360               | Вырвался из коробки, тем самым напугав держащего его человека. Позже мужчина, испугавшись, отшвырнул его в сторону | Издаёт звук включения приставки XBOX   |

## Интересные факты
- Капитан Леннокс впервые появился на страницах комикса «G.I Joe vs. Transformers».
- Исполнители главных «человеческих» ролей — Шайа Лабаф, Меган Фокс, Джош Дюамель, Тайриз Гибсон и Энтони Андерсон — в своих интервью признались, что были большими фанатами «Трансформеров» и сразу согласились на свои роли[5]. Режиссёр Майкл Бэй пригласил ЛаБафа на роль Сэма, потому что считал его перспективным актёром, способным быстро импровизировать и обладавшим харизмой, напомнившей Бэю молодого Тома Хэнкса. ЛаБаф занимался физическими тренировками по пять дней в неделю в течение трёх месяцев, чтобы набрать 11 килограммов, необходимых для его роли, однако во время съёмок понял, что роль требовала больше быстроты реакции и скорости, нежели физической силы. Дюамель и Гибсон три дня пробыли в учебном лагере новобранцев, чтобы больше узнать об армейской жизни и сделать своих героев более реалистичными[5].
- После дискуссий с фанатами на своем сайте, продюсер Дон Мёрфи решил, что хочет, чтобы трансформеров озвучивали актёры, которые занимались озвучиванием в одноимённом мультсериале 1980 года, однако Майкл Бэй решил для начала их прослушать, поскольку боялся, что постаревшие голоса актёров будут сильно заметны[6]. В июле 2006 года на конференции любителей комиксов «San Diego Comic-Con» было официально заявлено, что Питер Каллен, бывший голосом Оптимуса Прайма в мультсериале, будет озвучивать Оптимуса и в фильме[7]. Каллен позже описал своё возвращение к знакомой роли как «сон в очень удобных стареньких ботинках, которые вы некоторое время не носили» и был очень благодарен фанатам за их желание приобщить его к озвучке[8]. Его голос привнес долю юмора в характер Оптимуса, одновременно с этим отображая его традиционный героизм и пафос[9].
- Кинокомпания «Paramount Pictures» устроила конкурс на лучшее высказывания для Оптимуса, и победителем стало утверждение «Свобода — это право всех живых существ»[10], хотя эта фраза присутствовала в первой версии сценария[11].
- Актёр Марк Райан, озвучивавший Бамблби, также участвовал в съёмках, изображая на съемочной площадке трансформеров и выговаривая их реплики, чтобы актёрам было легче представить себе огромных роботов. Он выдумал множество фраз для персонажей, прежде чем был выбран для озвучивания Бамблби[12].
- Хьюго Уивинг, чей голос был использован для тестирования лицевой анимации[13], в итоге был выбран для озвучивания Мегатрона в марте 2007 года[14]. Актёр Фрэнк Уэлкер, озвучивавший Мегатрона (а также Френзи) в мультфильме, был прослушан на студии, но его кандидатура была отвергнута, поскольку его голос показался создателям слишком слабым для жестокого и грубого Мегатрона[15]. Уэлкер, тем не менее, озвучил Мегатрона в видеоигре по мотивам фильма. Также он был заявлен на озвучивание десептикона Саундвейва в продолжении картины.
- Цвет глаз трансформеров делится на синий у автоботов и на красный у десептиконов, точно так же как и в оригинальном мультсериале «Transformers» (1984).
- Автобот Бамблби в режиме автомобиля представляет собой «Chevrolet Camaro», в то время как его противник десептикон Бэррикэйд — «Ford Mustang». В реальной жизни между этими двумя автомобилями также идет «соревнование» со времен их первых поколений. Собственно, Camaro и был выпущен как ответ General Motors на Ford Mustang.[16]
- Тягач «Peterbilt 379», в который трансформируется Оптимус Прайм — эксклюзивная модель с удлинённой носовой частью, сделанная специально для съёмок «Трансформеров».
- На крыле Баррикэйда в облике полицейской машины написано «Карать и покорять» (Дословно: «Карать и порабощать») (англ. to punish and enslave) вместо обычной надписи на полицейских машинах «Защищать и служить» (англ. to protect and to serve).
- В качестве голограммы, проецируемой в кабинах Блэкаута, Баррикейда и Старскрима, используется образ Тома Баначека. Причина такого выбора неизвестна.